# كسلاني
كسلاني (بالفارسية: کسلانی) هي قرية تقع في قسم بيزكي الريفي (مقاطعة تشناران) في إيران.